# Football Club Chiasso 2014-2015
Questa voce raccoglie le informazioni riguardanti il Football Club Chiasso nelle competizioni ufficiali della stagione 2014-2015.

## Stagione
Nella stagione 2014-2015 il Chiasso, allenato da Gianluca Zambrotta e Marco Schällibaum, concluse il campionato di Challenge League all'8º posto. In Coppa Svizzera il Chiasso fu eliminato al secondo turno dall'Aarau.

## Rosa
| N. |                      | Ruolo | Calciatore         |
| -- | -------------------- | ----- | ------------------ |
| 1  | Italia (bandiera)    | P     | Andrea Guatelli    |
| 3  | Svizzera (bandiera)  | D     | Michele Monighetti |
| 4  | Camerun (bandiera)   | C     | Louise Parfait     |
| 5  | Spagna (bandiera)    | D     | Nicolas Madero     |
| 7  | Argentina (bandiera) | A     | Gastón Magnetti    |
| 8  | Svizzera (bandiera)  | C     | Marco Franin       |
| 10 | Argentina (bandiera) | C     | Mariano Hassell    |
| 11 | Svizzera (bandiera)  | C     | Dragan Mihajlović  |
| 13 | Svizzera (bandiera)  | D     | Nicholas Lüchinger |
| 14 | Italia (bandiera)    | C     | Andrea Maccoppi    |
| 15 | Svizzera (bandiera)  | C     | Sandro Reclari     |
| 18 | Italia (bandiera)    | P     | Mirco Martinazzo   |
| 19 | Svizzera (bandiera)  | D     | Antonio Felitti    |

| N. |                        | Ruolo | Calciatore         |
| -- | ---------------------- | ----- | ------------------ |
| 23 | Italia (bandiera)      | D     | Mirko Quaresima    |
| 24 | Mali (bandiera)        | C     | Drissa Diarra      |
| 27 | Svizzera (bandiera)    | D     | Steve Rouiller     |
| 29 | Brasile (bandiera)     | A     | Júnior Viçosa      |
| 31 | Italia (bandiera)      | C     | Axel De Biasi      |
| 33 | Italia (bandiera)      | D     | Emmanuele Sembroni |
| 34 | Svizzera (bandiera)    | A     | Alberto Regazzoni  |
| 45 | Germania (bandiera)    | P     | Alex Schumann      |
| 88 | Svizzera (bandiera)    | P     | Pajtim Badalli     |
| 90 | Svizzera (bandiera)    | A     | Janko Pacar        |
| 92 | Stati Uniti (bandiera) | A     | Giuseppe Gentile   |
|    | Italia (bandiera)      | C     | Marco Privitera    |

## Organigramma societario
Area tecnica
- Allenatore: Marco Schällibaum
- Allenatore in seconda: Mattia Croci-Torti, Otto Stephani
- Preparatore dei portieri: Enricomaria Malatesta
- Preparatori atletici: Stefano Faletti
- Direttore Sportivo: Fabio Galante
- Responsabile area tecnica: Davide Belotti
- Fisioterapista/Massaggiatore: Vittorio Bruni Prenestino

## Calciomercato

### Sessione estiva
| Acquisti | Acquisti            | Acquisti       | Acquisti |
| R.       | Nome                | da             | Modalità |
| -------- | ------------------- | -------------- | -------- |
| C        | Louise Parfait      | Cesena         |          |
| C        | Axel De Biasi       | Lugano II      |          |
| P        | Pajtim Badalli      | Teuta          |          |
| A        | Zoran Baldovaliev   | Kerkyra        |          |
| P        | Gianmarco Campironi | Vallée d'Aoste |          |
| C        | Drissa Diarra       | Honvéd         |          |
| A        | Salvatore Foti      | ?              |          |
| C        | Marco Franin        | San Gallo      |          |
| C        | Mariano Hassell     | Locarno        |          |
| D        | Nicholas Lüchinger  | San Gallo      |          |
| C        | Andrea Maccoppi     | Vaduz          |          |
| D        | Michele Monighetti  | Locarno        |          |
| C        | Eldin Muharemi      | San Gallo II   |          |
| A        | Janko Pacar         | Winterthur     |          |
| D        | Emmanuele Sembroni  | Salernitana    |          |

| Cessioni | Cessioni              | Cessioni   | Cessioni |
| R.       | Nome                  | a          | Modalità |
| -------- | --------------------- | ---------- | -------- |
| D        | Adaílton              | Bahia      |          |
| C        | Andreas Becchio       | Locarno    |          |
| C        | Florian Berisha       | Le Mont    |          |
| A        | Alessandro Ciarrocchi | Köniz      |          |
| C        | Mirko Facchinetti     | Sciaffusa  |          |
| C        | Renato Sergi          | Bellinzona |          |
| D        | Tito Tarchini         | Bellinzona |          |
| C        | Danick Yerly          | Köniz      |          |

### Sessione invernale
| Acquisti | Acquisti         | Acquisti                  | Acquisti |
| R.       | Nome             | da                        | Modalità |
| -------- | ---------------- | ------------------------- | -------- |
| C        | Marco Privitera  | Messina                   |          |
| D        | Steve Rouiller   | Sion                      |          |
| D        | Nicolas Madero   | Template:Calcio SD Buelna |          |
| A        | Giuseppe Gentile | ?                         |          |
| A        | Júnior Viçosa    | Atl. Goianiense           |          |

| Cessioni | Cessioni          | Cessioni         | Cessioni |
| R.       | Nome              | a                | Modalità |
| -------- | ----------------- | ---------------- | -------- |
| C        | Fabio Cariglia    | Taverne          |          |
| C        | Eldin Muharemi    | Locarno          |          |
| D        | Igor Đurić        | Lugano           |          |
| A        | Zoran Baldovaliev | Olympiakos Volos |          |
| C        | Faicel Hanachi    | Sion II          |          |

## Risultati

### Challenge League

#### Prima fase, girone di andata
| Arbitro: | Superczynski |

|                      |           |             |
| Regazzoni 90’ (rig.) | Marcatori | 11’ Alvarez |

| Arbitro: | Schärer |

|  |           |                      |
|  | Marcatori | 35’ (rig.) Regazzoni |

| Arbitro: | Amhof |

|           |           |  |
| Paiva 25’ | Marcatori |  |

| Arbitro: | Huwiler |

|  |           |             |
|  | Marcatori | 89’ Doumbia |

| Arbitro: | Schnyder |

|                     |           |  |
| Ianu 7’ (rig.), 90’ | Marcatori |  |

| Arbitro: | Bieri |

|                      |           |  |
| Regazzoni 39’ (rig.) | Marcatori |  |

| Wohlen 31 agosto 2014, ore 15:00 CEST 7ª giornata | Wohlen | 0 – 0 referto | Chiasso | Stadion Niedermatten (1 570 spett.)\| Arbitro: \| San \| |
| Arbitro:                                          | San    |               |         |                                                          |

| Arbitro: | Schnyder |

|             |           |                                  |
| Hassell 79’ | Marcatori | 25’ Gül 68’ Mariani 90’ Demhasaj |

| Arbitro: | Erlachner |

|  |           |                        |
|  | Marcatori | 26’ Fazli 90’ Lombardi |

#### Prima fase, girone di ritorno
| Arbitro: | Huwiler |

|  |           |               |
|  | Marcatori | 71’ Regazzoni |

| Arbitro: | Jancevski |

|                |           |            |
| Mihajlović 80’ | Marcatori | 90’ Akanji |

| Arbitro: | Schärer |

|                                             |           |  |
| Alioski 40’ Ivić 61’ Tadić 79’ Zarković 84’ | Marcatori |  |

| Arbitro: | Ovcharov |

|                         |           |                              |
| Lombardi 59’ Tahipi 67’ | Marcatori | 5’, 69’ Pacar 70’ Mihajlović |

| Arbitro: | Superczynski |

|  |           |            |
|  | Marcatori | 72’ Bühler |

| Arbitro: | Hänni |

|                                                                 |           |               |
| Di Gregorio 23’ Markaj 45’ Melazzi 67’ Paçarizi 73’ Dubajić 90’ | Marcatori | 73’ Regazzoni |

| Arbitro: | Hussain |

|                              |           |                                |
| Baldovaliev 82’ Magnetti 90’ | Marcatori | 7’ Peyretti 86’ (rig.) Morello |

| Arbitro: | Musa |

|                                                |           |             |
| Reclari 51’ Đurić 54’ Parfait 67’ Magnetti 73’ | Marcatori | 43’ Malonga |

| Arbitro: | Bieri |

|                                  |           |             |
| Pasche 54’ Sauthier 68’ Roux 88’ | Marcatori | 86’ Parfait |

#### Seconda fase, girone di andata
| Arbitro: | Jancevski |

|                                 |           |                     |
| Neitzke 17’ Gül 64’ Mariani 67’ | Marcatori | 59’ (rig.) Magnetti |

| Arbitro: | Superczynski |

|              |           |            |
| Magnetti 23’ | Marcatori | 34’ Dupuis |

| Arbitro: | Fähndrich |

|  |           |                            |
|  | Marcatori | 33’ Sejmenović 82’ Cidimar |

| Arbitro: | Tschudi |

|             |           |  |
| Besnard 75’ | Marcatori |  |

| Wil 7 marzo 2015, ore 17:45 CET 23ª giornata | Wil       | 0 – 0 referto | Chiasso | IGP Arena (1 080 spett.)\| Arbitro: \| Jancevski \| |
| Arbitro:                                     | Jancevski |               |         |                                                     |

| Arbitro: | Hänni |

|            |           |                   |
| Viçosa 70’ | Marcatori | 3’, 77’ Sabbatini |

| Arbitro: | Staubli |

|  |           |             |
|  | Marcatori | 24’ Hassell |

| Arbitro: | Bieri |

|  |           |                                            |
|  | Marcatori | 27’ (rig.) Mustafi 51’ Kololli 64’ Dubajić |

| Winterthur 11 aprile 2015, ore 17:45 CEST 27ª giornata | Winterthur | 0 – 0 referto | Chiasso | Stadion Schützenwiese (2 500 spett.)\| Arbitro: \| Ovcharov \| |
| Arbitro:                                               | Ovcharov   |               |         |                                                                |

#### Seconda fase, girone di ritorno
| Arbitro: | San |

|                      |           |                   |
| Regazzoni 90’ (rig.) | Marcatori | 40’ (aut.) Madero |

| Arbitro: | Jancevski |

|                      |           |           |
| Regazzoni 90’ (rig.) | Marcatori | 62’ Fazli |

| Arbitro: | Musa |

|             |           |                     |
| Delclos 84’ | Marcatori | 33’ (aut.) Carvalho |

| Arbitro: | Huwiler |

|                       |           |  |
| Madero 23’ Viçosa 89’ | Marcatori |  |

| Arbitro: | Hänni |

|                    |           |                         |
| Morello 87’ (rig.) | Marcatori | 27’ Pacar 66’ Regazzoni |

| Chiasso 17 maggio 2015, ore 15:00 CEST 33ª giornata | Chiasso | 0 – 0 referto | Winterthur | Stadio comunale Riva IV (1 000 spett.)\| Arbitro: \| Tschudi \| |
| Arbitro:                                            | Tschudi |               |            |                                                                 |

| Arbitro: | Klossner |

|                                               |           |           |
| Rossini 23’ Malvino 53’ Tosetti 85’ Bašić 89’ | Marcatori | 10’ Pacar |

| Chiasso 25 maggio 2015, ore 18:00 CEST 35ª giornata | Chiasso | 0 – 0 referto | Sciaffusa | Stadio comunale Riva IV (1 300 spett.)\| Arbitro: \| Pache \| |
| Arbitro:                                            | Pache   |               |           |                                                               |

| Arbitro: | Bieri |

|  |           |             |
|  | Marcatori | 11’ Hassell |

### Coppa Svizzera
| 23 agosto 2014, ore 18:00 CEST Primo turno | Mendrisio | 0 – 2 | Chiasso |  |

| 20 settembre 2014, ore 17:30 CEST Secondo turno | Chiasso | 0 – 1 | Aarau |  |

## Statistiche

### Statistiche di squadra
| Competizione     | Punti | In casa | In casa | In casa | In casa | In casa | In casa | In trasferta | In trasferta | In trasferta | In trasferta | In trasferta | In trasferta | Totale | Totale | Totale | Totale | Totale | Totale | DR  |
| Competizione     | Punti | G       | V       | N       | P       | Gf      | Gs      | G            | V            | N            | P            | Gf           | Gs           | G      | V      | N      | P      | Gf     | Gs     | DR  |
| ---------------- | ----- | ------- | ------- | ------- | ------- | ------- | ------- | ------------ | ------------ | ------------ | ------------ | ------------ | ------------ | ------ | ------ | ------ | ------ | ------ | ------ | --- |
| Challenge League | 39    | 18      | 3       | 8       | 7       | 16      | 22      | 18           | 6            | 4            | 8            | 14           | 27           | 36     | 9      | 12     | 15     | 30     | 49     | -19 |
| Coppa Svizzera   | -     | 1       | 0       | 0       | 1       | 0       | 1       | 1            | 1            | 0            | 0            | 2            | 0            | 2      | 1      | 0      | 1      | 2      | 1      | +1  |
| Totale           | 39    | 19      | 3       | 8       | 8       | 16      | 23      | 19           | 7            | 4            | 8            | 16           | 27           | 38     | 10     | 12     | 16     | 32     | 50     | -18 |

### Andamento in campionato
| Giornata  | 1 | 2 | 3 | 4 | 5 | 6 | 7 | 8 | 9 | 10 | 11 | 12 | 13 | 14 | 15 | 16 | 17 | 18 | 19 | 20 | 21 | 22 | 23 | 24 | 25 | 26 | 27 | 28 | 29 | 30 | 31 | 32 | 33 | 34 | 35 | 36 |
| --------- | - | - | - | - | - | - | - | - | - | -- | -- | -- | -- | -- | -- | -- | -- | -- | -- | -- | -- | -- | -- | -- | -- | -- | -- | -- | -- | -- | -- | -- | -- | -- | -- | -- |
| Luogo     | C | T | T | C | T | C | T | C | C | T  | C  | T  | T  | C  | T  | C  | C  | T  | T  | C  | C  | T  | T  | C  | T  | C  | T  | C  | C  | T  | C  | T  | C  | T  | C  | T  |
| Risultato | N | V | P | P | P | V | N | P | P | V  | N  | P  | V  | P  | P  | N  | V  | P  | P  | N  | P  | P  | N  | P  | V  | P  | N  | N  | N  | N  | V  | V  | N  | P  | N  | V  |
| Posizione | 4 | 3 | 6 | 7 | 8 | 7 | 7 | 7 | 8 | 8  | 8  | 8  | 7  | 7  | 7  | 7  | 7  | 8  | 8  | 8  | 8  | 9  | 9  | 9  | 9  | 9  | 9  | 9  | 9  | 10 | 9  | 7  | 7  | 8  | 8  | 8  |

Legenda:

Luogo: C = Casa; T = Trasferta. Risultato: V = Vittoria; N = Pareggio; P = Sconfitta.

### Statistiche dei giocatori
| P. Badalli     | 7  | 0 | 0  | 0 |
| Z. Baldovaliev | 14 | 1 | 0  | 0 |
| G. Campironi   | 0  | 0 | 0  | 0 |
| F. Cariglia    | 1  | 0 | 0  | 0 |
| A. De Biasi    | 2  | 0 | 0  | 0 |
| D. Diarra      | 25 | 0 | 7  | 0 |
| A. Felitti     | 14 | 0 | 3  | 0 |
| S. Foti        | 0  | 0 | 0  | 0 |
| M. Franin      | 14 | 0 | 3  | 0 |
| G. Gentile     | 9  | 0 | 3  | 0 |
| A. Guatelli    | 27 | 0 | 2  | 1 |
| F. Hanachi     | 0  | 0 | 0  | 0 |
| M. Hassell     | 31 | 3 | 1  | 0 |
| N. Lüchinger   | 25 | 0 | 5  | 0 |
| A. Maccoppi    | 30 | 0 | 7  | 0 |
| N. Madero      | 16 | 1 | 3  | 0 |
| G. Magnetti    | 28 | 4 | 3  | 0 |
| M. Martinazzo  | 3  | 0 | 1  | 0 |
| D. Mihajlović  | 33 | 2 | 1  | 0 |
| M. Monighetti  | 18 | 0 | 6  | 1 |
| E. Muharemi    | 3  | 0 | 0  | 0 |
| J. Pacar       | 28 | 4 | 4  | 0 |
| L. Parfait     | 25 | 2 | 8  | 0 |
| M. Privitera   | 0  | 0 | 0  | 0 |
| M. Quaresima   | 24 | 0 | 3  | 1 |
| S. Reclari     | 30 | 1 | 3  | 0 |
| A. Regazzoni   | 30 | 8 | 11 | 2 |
| S. Rouiller    | 16 | 0 | 3  | 0 |
| A. Schumann    | 0  | 0 | 0  | 0 |
| E. Sembroni    | 18 | 0 | 9  | 0 |
| J. Viçosa      | 13 | 2 | 2  | 0 |
| I. Đurić       | 14 | 1 | 3  | 0 |